# 奈迈什凯尔
奈迈什凯尔，是匈牙利杰尔-莫雄-肖普朗州所辖的一个村。总面积6.42平方公里，总人口212，人口密度33.0人/平方公里（2011年1月1日）。